# Машимилиану-ди-Алмейда
Машимилиану-ди-Алмейда (порт. Maximiliano de Almeida)  —  муниципалитет в Бразилии, входит в штат Риу-Гранди-ду-Сул. Составная часть мезорегиона Северо-запад штата Риу-Гранди-ду-Сул. Входит в экономико-статистический  микрорегион Санандува. Население составляет 5059 человек на 2007 год. Занимает площадь 208,524 км². Плотность населения — 23,6 чел./км².

## История
Город основан 27 декабря 1961 года. 

## Статистика
- Валовой внутренний продукт на 2003 составляет 49.994.221,00 реалов (данные: Бразильский институт географии и статистики).
- Валовой внутренний продукт на душу населения на 2003 составляет 9.508,22 реалов (данные: Бразильский институт географии и статистики).
- Индекс развития человеческого потенциала на 2000 составляет 0,747 (данные: Программа развития ООН).